# August Zimmermann (musiker)
Carl August Zimmermann, född 1810 i Zinndorf vid Strausberg, död 1891, var en tysk violinist. 
Zimmermann absolverade sina musikstudier i Berlin under Moesers ledning. Han anställdes 1828 vid kungliga kapellet där. Zimmermann spelade andraviolin i den berömda Moeserska kvartetten. År 1834 grundade han en stående kvartett som fortlevde till 1860 och väckte alla kännares bifall genom sin konstnärliga gedigenhet. Zimmermann gjorde konsertresor 
i Tyskland, Holland och Frankrike. Som lärare utbildade han en mängd skickliga violinister. 